# Ryan McGowan
Ryan James McGowan (Adelaide, 1989. augusztus 15. –) ausztrál válogatott labdarúgó, jelenleg a Shandong Luneng Taishan játékosa.

## Sikerei, díjai
Hearts
- Skót kupagyőztes (1): 2011–12